# Nemaschema griseum
Nemaschema griseum là một loài bọ cánh cứng trong họ Cerambycidae.